# 福岡國際馬拉松
福岡國際馬拉松（日語：福岡国際マラソン）每年於日本福岡舉行一次，為日本三大精英賽事之一，2017年的福岡國際馬拉松為第71屆，報名時間為9月1日至9月25日，12月3日比賽。

## 历史
福岡國際馬拉松於1947年設立。漫畫『馬拉松硬漢』以福岡馬拉松為背景，主角父親高木勝馬曾以2小時8分55秒獲勝。
謝斯基·基比迪保持福岡國際馬拉松賽會紀錄2時5分18秒。